# Eduardo Coutinho
Pour les articles homonymes, voir Coutinho.
Eduardo Coutinho, né le 11 mai 1933 à São Paulo et mort le 2 février 2014  à Rio de Janeiro, est un réalisateur, scénariste, producteur et comédien brésilien.

## Biographie

### Débuts
Formé à la réalisation et au montage à l'IDHEC en France, il commence sa carrière comme producteur du long-métrage Cinco vezes favelas, pour le Centro popular de cultura (CPC), un groupe intellectuel de gauche de Rio. Il dirige le projet suivant du CPC, Cabra marcada para morrer, un film de fiction basé sur des faits réels, l'assassinat du leader des Ligas camponesas, et tournée avec la veuve de celui-ci, Elizabeth Teixeira. Mais le tournage est interrompu par le coup d'État de 1964.

### Fictions et scénarios
En 1966, Coutinho réalise un des épisodes du film ABC do amor. Suivent O homem quem comprou a mundo (1968), puis Faustão, adapté du Faust de William Shakespeare (1970). Il se spécialise ensuite dans la scénarisation et participe à plusieurs films brésiliens, dont Dona Flor et ses deux maris en 1976.

### Reportages
En 1975, il intègre l'équipe de Globo Repórter, une importante émission de reportages de la chaîne TV Globo.

### Documentariste
En 1981, Coutinho découvre la pellicule de son film Cabra marcada para morrer, qu'il croyait détruite, et part à la recherche d'Elizabeth Teixeira. Il lui montre les rushs, filme sa réaction et sa quête pour retrouver sa famille éparpillée. Il en tire un documentaire sur la parenthèse de deux décennies qu'a constituée la dictature militaire.
Le succès de Cabra marcada para morrer, sorti en 1984 et vainqueur de nombreux prix, amène Coutinho à tourner plusieurs autres films documentaires.

## Filmographie
- 1965 : A Falecida de Leon Hirszman :
- 1966 : O Pacto (épisode du long-métrage ABC do Amor)
- 1968 : O Homem que Comprou o Mundo
- 1970 : Faustão
- 1976 : O Pistoleiro de Serra Talhada (moyen-métrage)
- 1976 : Seis Dias em Ouricuri (moyen-métrage)
- 1978 : Teodorico, o Imperador do Sertão (moyen-métrage)
- 1979 : Exu, uma Tragédia Sangrenta (court-métrage)
- 1980 : Portinari, o Menino de Brodósqui (moyen-métrage)
- 1984 : Cabra Marcada para Morrer
- 1987 : Santa Marta - Duas semanas no morro (moyen-métrage)
- 1989 : Volta Redonda, o Memorial da Greve (moyen-métrage)
- 1989 : O Jogo da Dívida (moyen-métrage)
- 1991 : O Fio da Memória
- 1992 : A Lei e a Vida (moyen-métrage)
- 1993 : Boca de Lixo (moyen-métrage)
- 1994 : Os Romeiros de Padre Cícero (moyen-métrage)
- 1999 : Santo Forte
- 2000 : Babilônia 2000
- 2002 : Edifício Master
- 2004 : Peões
- 2005 : O Fim e o Princípio
- 2007 : Jogo de Cena
- 2009 : Moscou
- 2011 : As Canções
- 2013: A Família de Elizabeth Teixeira
- 2015: Últimas Conversas (posthume)